# Aron Mathesius
Aron Mathesius, född 25 november 1736 i Pyhäjoki socken, död 29 november 1808 i Södra Fågelås socken, var en svensk präst.
Aron Mathesius var son till kontraktsprosten Nils Mathesius samt halvbror till Johan och Per Niclas Mathesius. Han blev student vid Uppsala universitet 1754 och magister där 1764. Mathesius var sedan under tre år informator i Göteborg hos kyrkoherden Carl Noring, som tidigare tjänstgjort i London. Han prästvigdes i Åbo 1767 och blev därefter pastoradjunkt vid svenska församlingen i London, där han 1770–1771 även var vicepastor vid danska församlingen. 1772 befordrades han till kyrkoherde och legationspredikant. På grund av sinnessjukdom erhöll han avsked och återvände till Sverige 1784. 1785 tilldelades han pension. Mathesius som så småningom tillfrisknade, vistades först hos prosten Ferelius i Skövde och bosatte sig sedan på sin gård Halfara i Björsäters socken, och ägnade sig åt skötseln av denna. Han utnämndes 1805 till kyrkoherde i Södra Fågelås socken, och blev samma år prost. Under sin tid i London var Mathesius intresserad av att hjälpa svenska hantverkare och sjömän i London och kom i konflikt med Gustaf Adam von Nolcken och Christopher Springer kring användandet av kyrkans medel. 